# 薩克斯比山脈
薩克斯比山脈（英語：Saxby Range）是南極洲的山脈，位於維多利亞地的博克格雷溫克海岸，屬於勝利山脈的一部分，海拔高度2,450米，在1982年由新西蘭南極名稱諮詢委員會命名，現時由南極條約體系管理。